# Dagonotus lectus
Dagonotus lectus är en insektsart som beskrevs av Capener 1972. Dagonotus lectus ingår i släktet Dagonotus och familjen hornstritar. Inga underarter finns listade i Catalogue of Life.